# Metastelma strictum
Metastelma strictum là một loài thực vật có hoa trong họ La bố ma. Loài này được Gleason & Moldenke mô tả khoa học đầu tiên năm 1931.